# The Exies
The Exies je americká rocková skupina z Los Angeles v Kalifornii, založena roku 1997. Jejich jméno "The Exies" je zkrácenou formou původního názvu "The Existentalists". Jejich prvních úspěšnější desek, Inertia (2003) a Head For The Door (2004), se prodalo přes 400 000 kopií.

## Historie
The Exies byli založeni v roce 1997 když zpěvák a kytarista Scott Stevens, basák Fredy Herrera a bubeník Thom Sullivan chtěli vytvořit novou kapelu. Stevensův přítel Chris Skane hrál na kytaru v blízkém spojení s Exies ale neodpovídal jejich prioritám. Skane by poté nahrazen kytaristou Davidem Walshem.

## Diskografie
- The Exies (2000)
- Inertia (2003)
- Head for the Door (2004)
- A Modern Way of Living with the Truth (2007)